# Zülküf Özer
Zülküf Özer (* 10. Mai 1988 in Ergani) ist ein türkischer Fußballtorhüter.

## Karriere
Zülküf Özer begann mit dem Vereinsfußball in der Jugend von Erganispor. Im Sommer 2007 wechselte er zu Mardinspor und spielte hier zwei Spielzeiten. Zur Saison 2009/10 wechselte er zum Erstligisten Adanaspor. Hier kam er als zweiter Torwart fünfmal zum Einsatz und verpasste den Aufstieg in die Süper Lig erst in der Relegationsphase. In der Spielzeit 2011/12 schaffte er es mit seinem Verein bis ins Playoff-Finale der TFF 1. Lig. Im Finale unterlag man in der Verlängerung Kasımpaşa Istanbul 2:3 und verpasste somit den Aufstieg in die Süper Lig erst in der letzten Begegnung. Özer wechselte in der Saison 2013/14 in die Süper Lig zu Sanica Boru Elazığspor.
Nachdem sein Verein zum Sommer 2014 den Klassenerhalt verpasst hatte, wechselte Özer zum Ligarivalen Kayseri Erciyesspor. Im Frühjahr 2016 wechselte er zum Zweitligisten Alanyaspor. Bei diesem Verein beendete er die Saison ohne Pflichtspieleinsatz, wurde er Play-off-Sieger der TFF 1. Lig und damit Teil jener Mannschaft, die den ersten Erstligaaufstieg der Vereinshistorie erreichte.
Nachdem der die Saison 2016/17 für Adana Demirspor gespielt hatte, wechselte er im Sommer 2017 zum Drittligisten Amed SK.

## Sonstiges
Zülküf Özer entstammt einer Fußballerfamilie. Seine Brüder Nezir Özer und Sadettin Özer sind ebenfalls als Profifußballer aktiv. Besonders sein verstorbener älterer Bruder Şehmus zählte zu den bekanntesten Spielern der TFF 1. Lig. Insgesamt hat er acht Geschwister.

## Erfolge
mit Alanyaspor
- Play-off-Sieger der TFF 1. Lig und Aufstieg in die Süper Lig: 2015/16